# Паспорт гражданина Габона

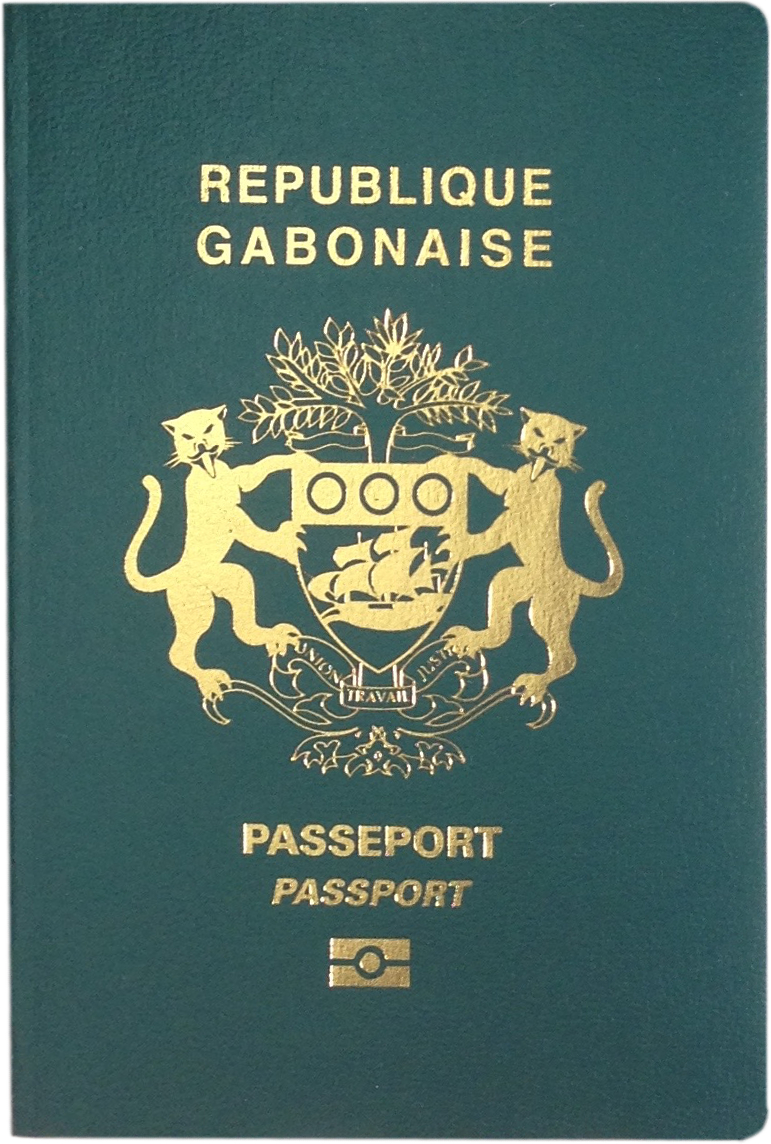

Паспорт гражданина Габона — официальный документ, выдающийся гражданам Габона для удостоверения их личности и для поездок за границу.

## Безвизовые поездки
Следующие страны доступны гражданам Габона для безвизового (или получения визы по прибытии) посещения:

### Африка
| Страны и территории               | Условия пребывания |
| --------------------------------- | --- |
| Бенин                             | 3 месяцев |
| Бурунди                           | Виза может быть получена в аэропорту Bujumbura Airport Архивная копия от 9 января 2021 на Wayback Machine |
| Кабо-Верде                        | Виза по прибытии |
| Коморы                            | В первые сутки по прибытии в аэропорот выдаётся временная виза. В течение 24 часов она должна быть переоформлена в полноценную визу в иммиграционном службе в Морони (fee payable) Архивная копия от 7 марта 2020 на Wayback Machine |
| Республика Конго Congo (Republic) | 3 месяцев |
| Джибути                           | 1-месячная виза по прибытии |
| Гамбия                            | At port of entry passport 24-72 h transit pass is issued. This must be converted into a full visa valid up to 1 month at the immigration department in Banjul (fee payable) Архивная копия от 12 марта 2020 на Wayback Machine       |
| Мадагаскар                        | 90-дневная виза по прибытии. Цена: MGA140,000 |
| Мозамбик                          | 30-дневная виза по прибытии. Цена: US$25 Архивная копия от 14 мая 2009 на Wayback Machine |
| ЮАР                               | 30 дней |
| Сейшельские Острова               | 1 месяц |
| Того                              | 7-дневная виза по прибытии |
| Уганда                            | 3-месячная виза по прибытии. Цена: $50 |
| Замбия                            | 3-месячная виза по прибытии for $50 Архивная копия от 1 октября 2009 на Wayback Machine |

### Америки
| Страны и территории      | Условия пребывания |
| ------------------------ | ------------------ |
| Доминика                 | 21 дней            |
| Эквадор                  | 90 дней            |
| Гаити                    | 3 месяцев          |
| Монтсеррат               | 3 месяцев          |
| Сент-Винсент и Гренадины | 1 месяц            |

### Азия
| Страны и территории | Условия пребывания                                                                                      |
| ------------------- | --- |
| Армения             | 120-дневная виза по прибытии. Цена: AMD 15,000                                                          |
| Азербайджан         | 30-дневная виза по прибытии. Цена: US$100                                                               |
| Бангладеш           | 90-дневная виза по прибытии. Цена: $50                                                                  |
| Камбоджа            | 30-дневная виза по прибытии. Цена: US$ 20                                                               |
| Грузия              | 3-месячная виза по прибытии                                                                             |
| Гонконг             | 14 дней                                                                                                 |
| Лаос                | 30-дневная виза по прибытии. Цена: US$ 30                                                               |
| Мальдивы            | 30 дней Архивная копия от 10 февраля 2018 на Wayback Machine                                            |
| Макао               | 30-дневная виза по прибытии. Цена: 100 MOP                                                              |
| Малайзия            | 1 month                                                                                                 |
| Непал               | 15/30/90 day visa issued upon arrival for $25/50/100 Архивная копия от 12 марта 2020 на Wayback Machine |
| Филиппины           | 21 дней                                                                                                 |
| Сингапур            | 30 дней                                                                                                 |
| Сирия               | 15 day visa issued upon arrival                                                                         |
| Восточный Тимор     | 30-дневная виза по прибытии. Цена: US$30                                                                |

### Европа
| Страны и территории | Условия пребывания                                           |
| ------------------- | ------------------------------------------------------------ |
| Республика Косово   | 90 дней Архивная копия от 2 сентября 2017 на Wayback Machine |

### Океания
| Страны и территории | Условия пребывания |
| ------------------- | ------------------ |
| Острова Кука        | 31 дней            |
| Микронезия          | 30 days            |
| Ниуэ                | 30 дней            |
| Палау               | 30 дней            |
| Самоа               | 60 дней            |
| Тувалу              | 1 month            |